# Diócesis de Oeiras
La diócesis de Oeiras (en latín: Dioecesis Oeirensis y en portugués: Diocese de Oeiras) es una circunscripción eclesiástica de la Iglesia católica en Brasil. Se trata de una diócesis latina, sufragánea de la arquidiócesis de Teresina. Desde el 11 de enero de 2017 su obispo es Edilson Soares Nobre.

## Territorio y organización
La diócesis tiene 15 096 km² y extiende su jurisdicción sobre los fieles católicos de rito latino residentes en 21 municipios del estado de Piauí: Arraial, Barra d'Alcântara, Bela Vista do Piauí, Cajazeiras do Piauí, Campinas do Piauí, Colônia do Piauí, Conceição do Canindé, Floresta do Piauí, Francisco Ayres, Isaías Coelho, Oeiras, Paes Landim, Santa Rosa do Piauí, Santo Inácio do Piauí, São Francisco de Assis do Piauí, São João da Varjota, São Miguel do Fidalgo, Simplício Mendes, Socorro do Piauí, Tanque do Piauí y Várzea Grande.
La sede de la diócesis se encuentra en la ciudad de Oeiras, en donde se halla la Catedral de Nuestra Señora de la Victoria.
En 2021 en la diócesis existían 17 parroquias agrupadas en 4 sectores pastorales: São José, Sagrado Coração de Jesus, Santa Rosa de Lima y Nossa Senhora da Vitória.

## Historia
La diócesis de Oeiras fue erigida el 16 de diciembre de 1944 con la bula Ad dominici gregis del papa Pío XII, obteniendo su territorio de la diócesis de Piauí (hoy arquidiócesis de Teresina).
Originalmente sufragánea de la arquidiócesis de São Luís do Maranhão, el 9 de agosto de 1952 pasó a formar parte de la provincia eclesiástica de la arquidiócesis de Teresina.
El 28 de octubre de 1974 cedió una parte de su territorio para la erección de la diócesis de Picos mediante la bula Neminem latet del papa Pablo VI.
El 8 de diciembre de 1977, en virtud del decreto Cum urbs de la Congregación para los Obispos, la iglesia de San Pedro de Alcántara en Floriano fue elevada al rango de concatedral y la diócesis asumió el nombre de diócesis de Oeiras-Floriano.
El 27 de febrero de 2008 la diócesis de Oeiras-Floriano fue dividida en virtud de la bula Brasiliensium fidelium del papa Benedicto XVI, dando lugar a la diócesis de Floriano y la actual diócesis de Oeiras, que al mismo tiempo se amplió incorporando partes de la territorio de la diócesis de São Raimundo Nonato (los municipios de Paes Landim y Socorro do Piauí) y de la arquidiócesis de Teresina (los municipios de Arraial, Barra d'Alcântara, Francisco Ayres y Várzea Grande).

## Estadísticas
Según el Anuario Pontificio 2022 la diócesis tenía a fines de 2021 un total de 124 000 fieles bautizados.
| Año                                                                             | Población            | Población | Población      | Sacerdotes | Sacerdotes    | Sacerdotes    | Bautizados por sacerdote | Diáconos permanentes | Religiosos | Religiosos | Parroquias |
| Año                                                                             | Bautizados católicos | Total     | % de católicos | Total      | Clero secular | Clero regular | Bautizados por sacerdote | Diáconos permanentes | Varones    | Mujeres    | Parroquias |
| ------------------------------------------------------------------------------- | -------------------- | --------- | -------------- | ---------- | ------------- | ------------- | ------------------------ | -------------------- | ---------- | ---------- | ---------- |
| 1950                                                                            | 348 000              | 350 000   | 99.4           | 5          | 5             |               | 69 600                   |                      |            | 6          | 8          |
| 1965                                                                            | 333 000              | 337 465   | 98.7           | 13         | 13            |               | 25 615                   |                      |            | 22         | 9          |
| 1968                                                                            | 366 936              | 369 436   | 99.3           | 19         | 14            | 5             | 19 312                   |                      | 6          | 22         | 12         |
| 1976                                                                            | 170 998              | 171 000   | 100.0          | 11         | 6             | 5             | 15 545                   |                      | 5          | 9          | 8          |
| 1980                                                                            | 249 000              | 265 000   | 94.0           | 12         | 7             | 5             | 20 750                   | 1                    | 5          | 16         | 9          |
| 1990                                                                            | 279 000              | 295 000   | 94.6           | 16         | 10            | 6             | 17 437                   |                      | 8          | 25         | 10         |
| 1999                                                                            | 315 000              | 340 000   | 92.6           | 19         | 12            | 7             | 16 578                   |                      | 9          | 40         | 10         |
| 2000                                                                            | 315 000              | 340 000   | 92.6           | 19         | 12            | 7             | 16 578                   |                      | 9          | 40         | 10         |
| 2001                                                                            | 315 000              | 340 000   | 92.6           | 20         | 12            | 8             | 15 750                   |                      | 8          | 42         | 11         |
| 2002                                                                            | 279 396              | 285 396   | 97.9           | 31         | 20            | 11            | 9012                     | 1                    | 11         | 40         | 11         |
| 2003                                                                            | 279 396              | 285 274   | 97.9           | 29         | 16            | 13            | 9634                     |                      | 13         | 36         | 11         |
| 2004                                                                            | 279 396              | 285 274   | 97.9           | 30         | 16            | 14            | 9313                     |                      | 14         | 36         | 11         |
| 2008                                                                            | 119 826              | 133 140   | 90.0           | 12         | 10            | 2             | 9985                     |                      | 2          | 6          | 7          |
| 2012                                                                            | 123 000              | 138 177   | 89.0           | 23         | 22            | 1             | 5347                     |                      | 1          | 10         | 14         |
| 2013                                                                            | 124 000              | 139 000   | 89.2           | 23         | 22            | 1             | 5391                     |                      | 1          | 13         | 20         |
| 2016                                                                            | 127 000              | 142 100   | 89.4           | 31         | 30            | 1             | 4096                     |                      | 1          | 14         | 16         |
| 2019                                                                            | 123 052              | 137 901   | 89.2           | 19         | 18            | 1             | 6476                     |                      | 1          | 10         | 16         |
| 2021                                                                            | 124 000              | 139 000   | 89.2           | 23         | 22            | 1             | 5391                     |                      | 1          | 7          | 17         |
| Fuente: Catholic-Hierarchy, que a su vez toma los datos del Anuario Pontificio. |                      |           |                |            |               |               |                          |                      |            |            |            |

## Episcopologio
- Francisco Expedito Lopes † (30 de agosto de 1948-24 de agosto de 1954 nombrado obispo de Garanhuns)
- Raimundo de Castro e Silva † (17 de noviembre de 1954-9 de noviembre de 1957 nombrado obispo auxiliar de Fortaleza[nota 1])
- Edilberto Dinkelborg, O.F.M. † (20 de junio de 1959-31 de diciembre de 1991 falleció)
- Fernando Panico, M.S.C. (2 de junio de 1993-2 de mayo de 2001 nombrado obispo de Crato)
- Augusto Alves da Rocha (24 de octubre de 2001-27 de febrero de 2008 nombrado obispo de Floriano)
- Juarez Sousa da Silva (27 de febrero de 2008-6 de enero de 2016 nombrado obispo coadjutor de Parnaíba)
- Edilson Soares Nobre, desde el 11 de enero de 2017